# Oksana Sliwienko
Oksana Nikołajewna Sliwienko (ros. Оксана Николаевна Сливенко; ur. 20 grudnia 1986 w Czechowie) – rosyjska sztangistka, mistrzyni olimpijska, trzykrotna mistrzyni świata, pięciokrotna mistrzyni Europy.
W 2008 roku zdobyła złoty medal igrzysk olimpijskich w Pekinie, wyprzedzając Kolumbijkę Leydi Solís i Abir Abdulrahman z Egiptu. Pierwotnie zajęła drugie miejsce, jednak w latach 2016-2017 za doping zdyskwalifikowane zostały Chinka Liu Chunhong (1. miejsce) oraz Ukrainka Natalija Dawydowa (3. miejsce), a złoty medal przyznano Rosjance.
Zdobyła też trzykrotnie mistrzostwo świata i pięć złotych medali mistrzostw Europy.

## Osiągnięcia
| Rok  | Zawody               | Miasto        | Miejsce | Kategoria | Wynik  |
| ---- | -------------------- | ------------- | ------- | --------- | ------ |
| 2006 | Mistrzostwa świata   | Santo Domingo | 1       | do 69 kg  | 263 kg |
| 2007 | Mistrzostwa Europy   | Strasburg     | 1       | do 69 kg  | 257 kg |
| 2007 | Mistrzostwa świata   | Chiang Mai    | 1       | do 69 kg  | 276 kg |
| 2008 | Igrzyska olimpijskie | Pekin         | 2       | do 69 kg  | 255 kg |
| 2009 | Mistrzostwa Europy   | Bukareszt     | 1       | do 69 kg  | 255 kg |
| 2009 | Mistrzostwa świata   | Koyang        | 2       | do 69 kg  | 264 kg |
| 2010 | Mistrzostwa Europy   | Mińsk         | 1       | do 69 kg  | 262 kg |
| 2011 | Mistrzostwa Europy   | Kazań         | 1       | do 69 kg  | 265 kg |
| 2011 | Mistrzostwa świata   | Paryż         | 1       | do 69 kg  | 266 kg |
| 2012 | Mistrzostwa Europy   | Antalya       | 1       | do 69 kg  | 258 kg |